# 薩因·佩利瓦諾維奇
薩因·佩利瓦諾維奇（2001年8月11日—），是一名波士尼亞與赫塞哥維納職業花式撞球運動員。在2017年，他成為了世界9號球錦標賽U17組世界冠軍。

## 榮譽
- 薩爾茨堡公開賽（德语：Salzburg Open）冠軍：2015年
- 世界9號球錦標賽U17組世界冠軍：2017年
- 歐洲花式撞球錦標賽（英语：European Pool Championships）10號球冠軍：2022年

## 外部連結
- 薩因·佩利瓦諾維奇 （页面存档备份，存于） 在 kozoom.com
- 薩因·佩利瓦諾維奇 （页面存档备份，存于） 在 德國撞球聯盟（德语：Deutsche Billard-Union）
- 薩因·佩利瓦諾維奇的Instagram帳戶